# SOSiLA物流リート投資法人
SOSiLA物流リート投資法人（ソシラぶつりゅうリートとうしほうじん）は、東京都中央区に所在する投資法人。東証上場（J-REIT）。

## 概要
住友商事がスポンサーの物流施設特化型REITであり、資産運用会社は住友商事100%子会社の「住商リアルティ・マネジメント株式会社」である。
投資対象は、物流施設を80%以上、地域別では関東エリア及び関西エリアを70%としている。組入物件は、住友商事が開発する物流施設「SOSiLA（ソシラ）」シリーズが中心である。また、インダストリアル不動産として、北港油槽所と南港乗下船ヤードが組み入れられいてる。

## 沿革
- 2019年（令和元年）6月26日 - 本投資法人の設立
- 2019年（令和元年）8月6日 - 投信法第187条に基づく登録（登録番号　関東財務局長　第144号）[3]
- 2019年（令和元年）12月10日 - 東京証券取引所に上場

## ポートフォリオ
2023年8月4日時点で、物件数17物件、取得価格合計1,425億円である。
主な物件
- SOSiLA横浜港北（準共有持分80％） - 神奈川県横浜市
- SOSiLA海老名 - 神奈川県海老名市
- SOSiLA西淀川Ⅰ - 大阪府大阪市
- SOSiLA尼崎 - 兵庫県尼崎市
- SOSiLA相模原 - 神奈川県相模原市
- SOSiLA春日部 - 埼玉県春日部市
- SOSiLA西淀川Ⅱ - 大阪府大阪市